# Kaşıkçı, Tekirdağ
Kaşıkçı là một xã thuộc thành phố Tekirdağ, tỉnh Tekirdağ, Thổ Nhĩ Kỳ. Dân số thời điểm năm 2011 là 608 người.